# Tipula aldrichiana
Tipula aldrichiana är en tvåvingeart som beskrevs av Alexander 1929. Tipula aldrichiana ingår i släktet Tipula och familjen storharkrankar. Inga underarter finns listade i Catalogue of Life.